# Abyssidrilus stilus
Abyssidrilus stilus är en ringmaskart som först beskrevs av Erséus 1986.  Abyssidrilus stilus ingår i släktet Abyssidrilus och familjen glattmaskar. Inga underarter finns listade i Catalogue of Life.